# پارک واشینگتن اسکوئر
پارک واشینگتن اسکوئر (به انگلیسی: Washington Square Park) یک پارک شهری در ایالات متحده آمریکا است که در منهتن واقع شده‌است.